# Buddinni, Lingsugur
Buddinni là một làng thuộc tehsil Lingsugur, huyện Raichur, bang Karnataka, Ấn Độ.